# Drygały
Drygały (niem. Drygallen, 1938–1945 Drigelsdorf) – wieś mazurska w Polsce, położona w województwie warmińsko-mazurskim, w powiecie piskim, w gminie Biała Piska. Do 1954 roku siedziba gminy Drygały. W latach 1975–1998 miejscowość administracyjnie należała do województwa suwalskiego.

## Historia

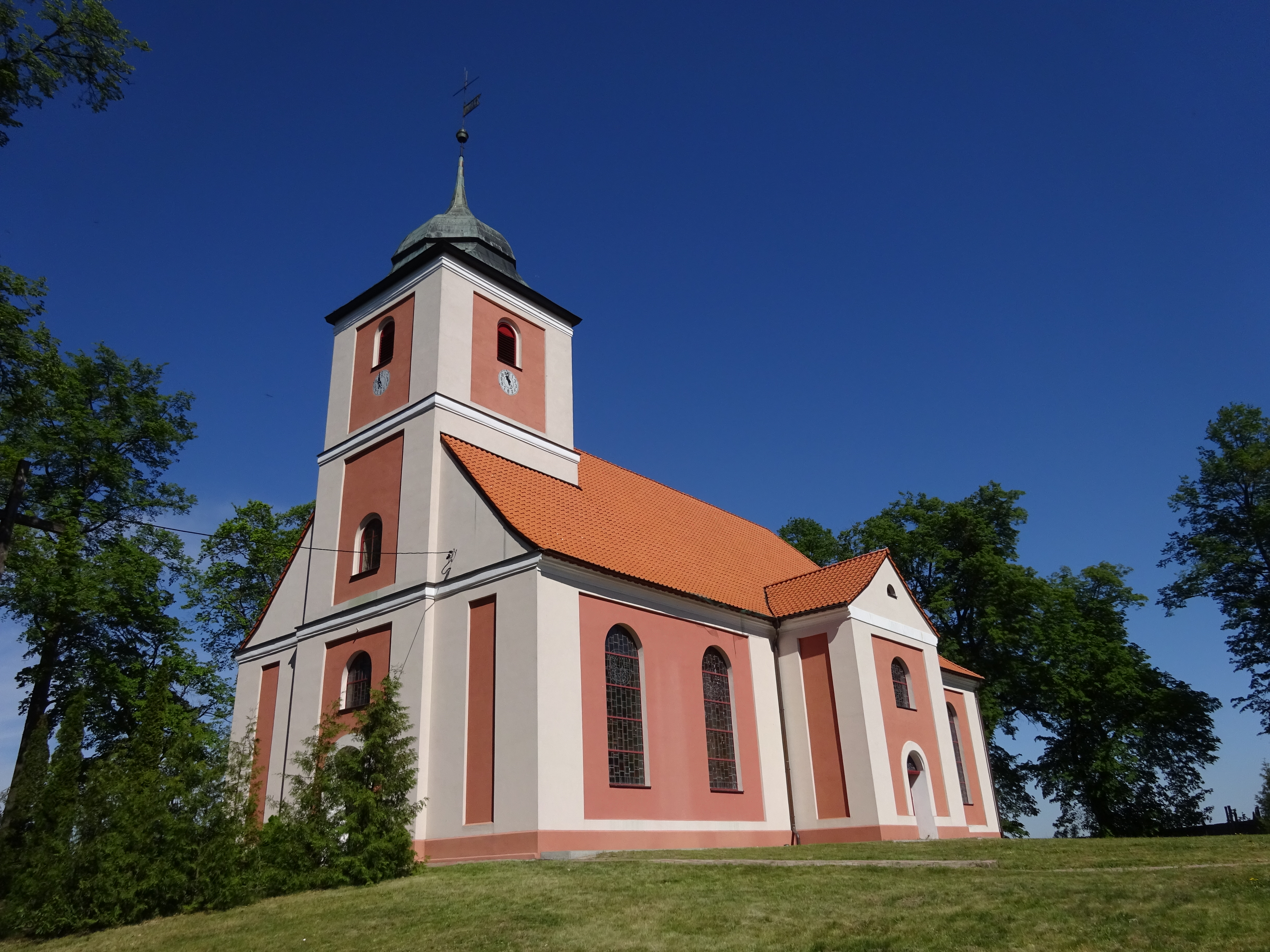
Kościół Matki Bożej Częstochowskiej w Drygałach

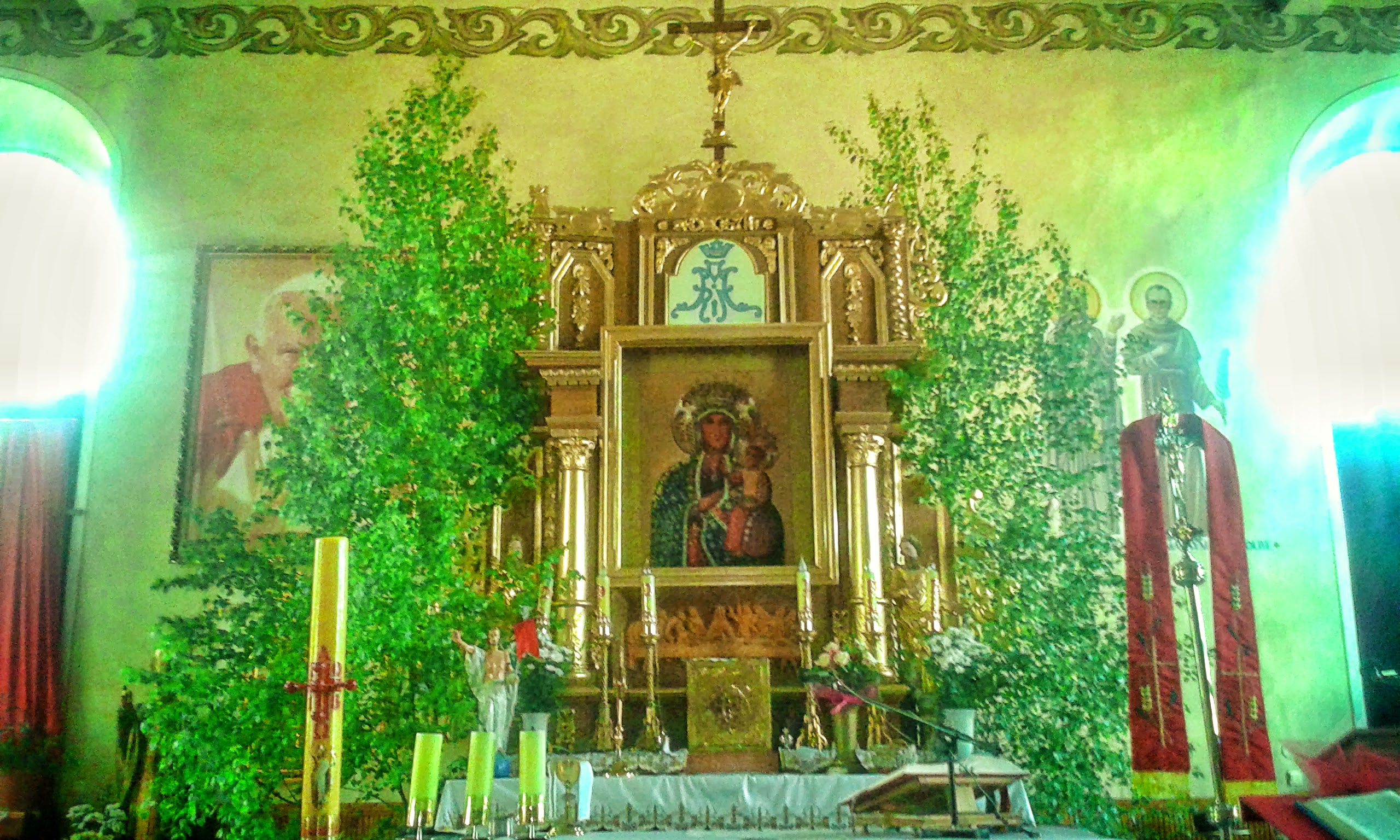
Barokowy ołtarz w Drygałach

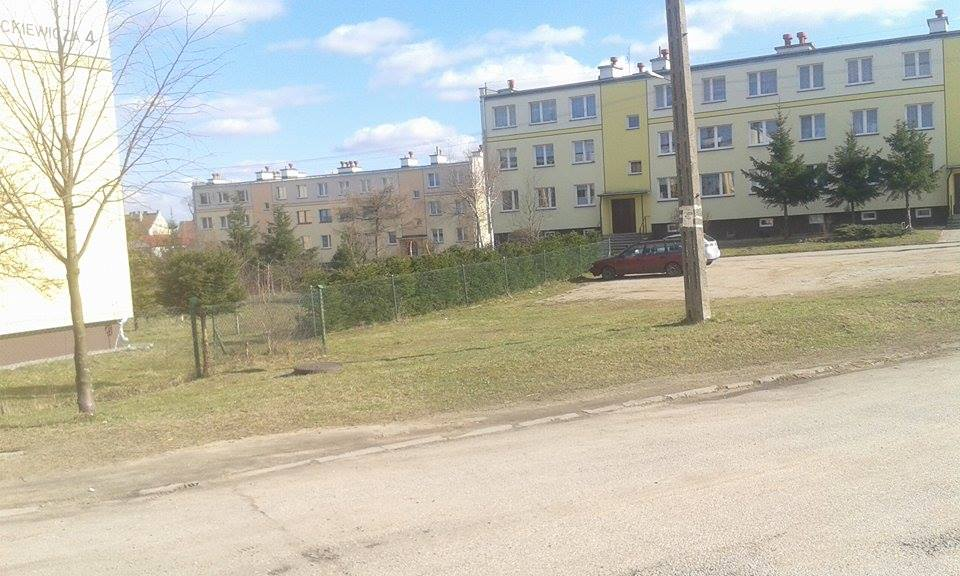
Osiedle mieszkalne Chamowo w Drygałach

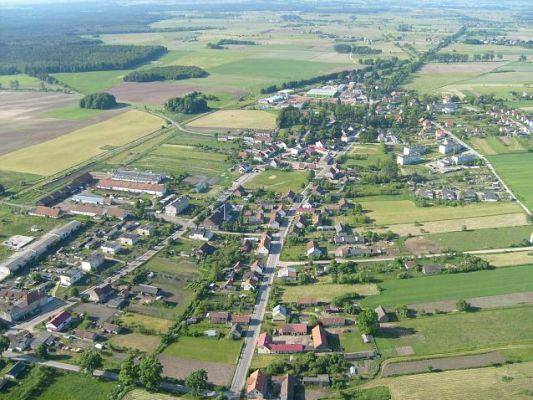
Drygały z lotu ptaka

Wieś czynszowa powstała w ramach kolonizacji Wielkiej Puszczy. Wcześniej był to obszar Galindii. W XV i XVI w. nazwa wsi w dokumentach zapisywana była Drigelsdorf, Drigall, Drygallen, Drigaller. Nazwa wywodzi się od nazwiska rycerza-osadnika.
Wieś lokowana w latach 1436-1438. W roku 1436 duże nadanie w rejonie późniejszych Drygał otrzymał rycerz Marcin Drygał. Prawdopodobnie nadanie to obejmowało 60 łanów dąbrowy nad jeziorem Swentczk, na prawie chełmińskim. W zamian za zasiedlenie wsi (z wolnizną 17 lat) wymieniony Marcin nadał niejakiemu Staśkowi 6 łanów na prawie chełmińskim, z obowiązkiem jednej służby lekkozbrojnej oraz zezwolenie na założenie karczmy (10 lat wolnizny na karczmę), a także Maćkowi i Jaroszowi po cztery łany na prawie chełmińskim, za jedną służbę lekkozbrojną. W tym czasie Drygały wraz z sołeckimi liczyły 85 łanów. Był to majątek rycerski z wsią służebną oraz wsią czynszową, z dwoma służbami lekkozbrojnymi. Staśko był lemanem (lennikiem), zobowiązanym do pełnienia służby w zamian z nadane dobra ziemskie. Inny kolonista był sołtysem. Po 1447 w Drygałach były dwie karczmy.
Około 1428-1436 r. powstała parafia w Drygałach. Pierwszym wymienianym w dokumentach plebanem jest w roku 1480 – Petrus de Mieski z diecezji płockiej, z uposażeniem 4 łanów, na wniosek komtura bałgiskiego Sigfrieda Blacha. W roku 1538 wymieniany jest pleban Stanisław Gorzykała, który otrzymał 5 łanów lasu na prawie magdeburskim od księcia Albrechta, z zobowiązaniem wystawiania jednego konia pociągowego na każda wojnę. Przed reformacją parafia należała do archiprezbiteratu w Reszlu.
W 1480 wieś czynszowa w Drygałach powiększyła się o 4 łany, nadane przez komtura bałgijskiego Zygfryda Flacha von Schwartzburga dla Niteka Szymona Bottichera. Później ten czterołamowy majątek należał do rodziny Langhemdów. W 1494 przywilej na młyn dla sołtysa, nad strumykiem Różynka z 2 łanami na prawie chełmińskim, w Drygałach wystawił komtur Hieronim von Gebesattel. Młyn wymieniany był także w roku 1539.
Na terenie miejscowości znajdują się, między innymi:
- Kościół pod wezwaniem Matki Bożej Częstochowskiej
- Sołeckie Centrum Kultury
- Nadleśnictwo Drygały
- Zajazd Myśliwski w Drygałach
- Ochotnicza Straż Pożarna w Drygałach
- Ośrodek Zdrowia Niko-Emi
- Gmach poczty
- Dworzec kolejowy
- Tartak

W pobliżu miejscowości, na północ, znajduje się poligon Orzysz z komendą w Bemowie Piskim.

## Zabytki
- Barokowy kościół (duża budowla salowa) wybudowano w latach 1732–1734, wieża z barokowym hełmem, ołtarz główny barokowy.
- Plebania wybudowana na początku XVIII w.
- Budynek gorzelni z XIX w.
- Przy kościele znajduje się aleja starych dębów (pomnik przyrody).

## Edukacja
W Drygałach działa Szkoła Podstawowa im. Stanisława Palczewskiego, który mieszkał w miejscowości od 1953 roku i pełnił obowiązki kierownika, potem dyrektora Szkoły i Gminnego Dyrektora Szkół. W 1948 roku szkoła uzyskała status szkoły jedenastoletniej, a 1 września 1973 stała się Gminną Szkołą Zbiorczą.

## Transport
Przez miejscowość przebiega droga:
- Biała Piska - Nowa Wieś Ełcka

i linia kolejowa:
- 219 Olsztyn Główny - Ełk

## Sport
W miejscowości działa klub piłkarski Orkan Drygały, który bierze udział głównie w rozgrywkach futsalowych.

## Parafia Matki Bożej Częstochowskiej w Drygałach
Pierwsza wzmianka o kościele katolickim w Drygałach pochodzi z 1438 r. Kontur Balgi Zygfryd Blach w roku 1480 prezentował na probostwo Piotra Mieskiego, kapłana diecezji płockiej. Na początku wieku XVI Drygały należały do dekanatu reszelskiego. W dobie reformacji zapanował tu luteranizm. W 1656 Tatarzy spalili kościół, który odbudowano w 1660, został potem rozebrany w 1730 r. Na jego miejsce, w latach 1731–1732, został zbudowany nowy kościół, obecnie istniejący. Główny ołtarz jest złożony z części, pochodzących z wieku: XVII i XVIII. Po drugiej wojnie światowej kościół ten został oddany ludności katolickiej. Parafia została kanonicznie utworzona w 1962 r. Parafia Drygały należy do diecezji ełckiej.